# Armonía lógica
La armonía lógica, un nombre acuñado por Michael Dummett, es una limitación en las reglas de inferencia que se puede utilizar en un sistema de lógica determinado. El lógico Gerhard Gentzen propuso que el significado de las conectivas lógicas podría estar dado por las reglas para su introducción en el discurso. Por ejemplo, si uno cree que el cielo es azul y también que la hierba es verde, entonces se puede introducir el conectivo Y de la siguiente manera: El cielo es azul Y la hierba es verde. Gentzen pensaba que las reglas de este tipo es lo que da sentido a las palabras, o por lo menos a ciertas palabras. La idea también se ha asociado con el dictum de Wittgenstein de que en muchos casos, podemos decir, el significado es el uso.
Lógicos más modernos prefieren pensar que las reglas de introducción y las reglas de eliminación de la expresión son igualmente importantes. En este caso, "y" se caracteriza por las siguientes reglas:
| Intro:  | Elim:   | Elim:   |
| ------- | ------- | ------- |
| p q     | p Y q   | p Y q   |
| ------- | ------- | ------- |
| p Y q   | p       | q       |

Un posible problema con esto fue señalado por Arthur Prior: ¿Por qué no podemos tener una expresión (que llama "tonk"), cuya regla de introducción es la de O (de "p" a "p Tonk q"), pero cuya regla de eliminación es la de Y (de "q p tonk" a "q")? Esto nos permite deducir nada en absoluto de cualquier punto de partida. Antes sugirió que esto significaba que las reglas de inferencia no puede determinar el significado. A esta suposición respondió Nuel Belnap, señalando que a pesar de que las reglas de introducción y eliminación puede constituir el significado, no sólo cualquier par de estas normas determinan una expresión significativa - deben cumplir con ciertas restricciones, tales como no permitir deducir nuevas verdades en el antiguo vocabulario. Estas limitaciones son a las que se refería Dummett. 
La armonía, entonces, se refiere a ciertas restricciones que una teoría de la prueba debe permitir que se dan entre las reglas de introducción y las de eliminación para que tenga sentido, o en otras palabras, de sus reglas de inferencia que se constituye el sentido. La aplicación de la armonía con la lógica puede ser considerado un caso especial, sino que tiene sentido hablar de la armonía con el respeto no sólo a los sistemas de inferencia, sino también los sistemas conceptuales en la cognición humana, y el tipo de sistemas en lenguajes de programación. La semántica de esta forma no ha proporcionado un reto muy grande para la teoría semántica de la verdad de Tarski, pero muchos filósofos interesados en la reconstitución de la semántica de la lógica de una manera que respete "el significado es el uso" de Ludwig Wittgenstein, piensan que la armonía es la clave.